# 緝捕圈套
在執法中，緝捕圈套（英語：Sting operation），俗稱放蛇，中国称为“钓鱼执法”、“诱惑侦察”、“警察圈套”，是一種旨在抓住犯罪者的欺騙性行動。 典型的緝捕圈套是讓臥底執法人員、偵探或公眾合作成員扮演犯罪夥伴或潛在受害者的角色，並配合嫌疑人的行動來收集嫌疑人不法行為的證據。 大眾媒體偶爾會採取該類行動來錄製視頻和廣播以揭露犯罪活動等。
該手法在許多國家很常見，例如美國，但在某些國家/地區是不被允許的，例如瑞典或法國。 禁止進行某些類型的該類行動，例如在菲律賓，執法人員冒充毒販逮捕非法毒品購買者是違法的。

## 示例
- 在性交易非法的司法管轄區，警察假扮嫖客接近賣淫者，在賣淫者意圖進行性交易時將其拘捕；或是假扮賣淫者，在嫖客欲與之發生性交易時拘捕嫖客。
- 警察假扮客户向毒販購買毒品，在與毒販交易毒品時將其拘捕。
- 美國其中一個著名的緝捕圈套例子是1985年的「旗艦行動（英语：Operation Flagship）」，在此行動中，法警職員偽裝成一家電視台，以華盛頓紅人對辛辛那提猛虎的免費門票作誘餌，吸引通緝犯到達位於華盛頓的場地後，成功一次過逮捕101人。

## 道德與法律問題
設置緝捕圈套，以欺騙性手段挑起犯罪行為，這在道德和倫理上備受爭議。
即便是在法律層面，設置緝捕圈套（「放蛇」），很可能同時存在引誘當事人犯罪的行為，從而構成執法圈套（「釣魚」）。在實際情況中，這兩者之間的邊界十分模糊，然而在法律界定上，「放蛇」多被認定為合法，而「釣魚」多被認定為非法。
此外，在設置緝捕圈套的過程中，執法者很可能干犯與被捕者同樣的罪行。